# مارمولک‌های شبه‌کمربنددار
مارمولک‌های شبه‌کمربنددار (نام علمی: Hemicordylus) نام یک سرده از تیره مارمولک‌های کمربنددار است.

## کونه ها
- Hemicordylus capensis
- Hemicordylus nebulosus